# Lekka kolej w Portlandzie
MAX Light Rail, również Metropolitan Area Express – system lekkiej kolei działający w Portlandzie w Stanach Zjednoczonych.

## Historia
Po nieudanej próbie budowy nowej autostrady na południowym wschodzie miasta postanowiono środki przeznaczone na budowę autostrady przeznaczyć na budowę lekkiej kolei miejskiej. W 1981 rozpoczęto budowę pierwszej linii, którą ukończono w 1986. Na sieci zastosowano niskie perony i wysokopodłogowy tabor. W kolejnych latach sieć rozbudowywano i obecnie są 4 trasy o łącznej długości 85 km. System ten nazwano Metropolitan Area Express (MAX). 22 maja 2012 podpisano umowę, dzięki której zapewniono środki na rozbudowę sieci i zakup dodatkowych 18 składów Siemens Avanto. Projekt zakłada budowę nowej linii o długości 11,3 km, która ma zostać otwarta w 2015. Koszt budowy linii wyniesie 1,49 mld dolarów z czego 745,2 mln dolarów pochodzić będzie z dofinansowania. Linia będzie zaczynała się przy uniwersytecie następnie przez nowy most przekroczy rzekę Willamette, następnie będzie prowadzić przez Milwaukie, a koniec linii będzie znajdował się w SE Park Avenue w Oak Grove. Na linii ma zostać zbudowanych 10 przystanków.

## Linie
Obecnie w Portlandzie istnieją cztery linie lekkiej kolei miejskiej:
|  | Linia        | Data otwarcia | Liczba przystanków | Długość | Trasa                                                 |
|  | ------------ | ------------- | ------------------ | ------- | ----------------------------------------------------- |
|  | Niebieska    | 1986/1998     | 51                 | 52,6 km | Hillsboro – Gresham                                   |
|  | Zielona      | 2009          | 28                 | 22,7 km | Clackamas – Portland State University                 |
|  | Czerwona     | 2001          | 29                 | 41 km   | Airport – Beaverton                                   |
|  | Pomarańczowa | 2015          | 17                 | 11,7 km | Union Station – Portland State University – Milwaukie |
|  | Żółta        | 2004          | 22                 | 12,6 km | Expo Center – Portland State University               |

## Tabor

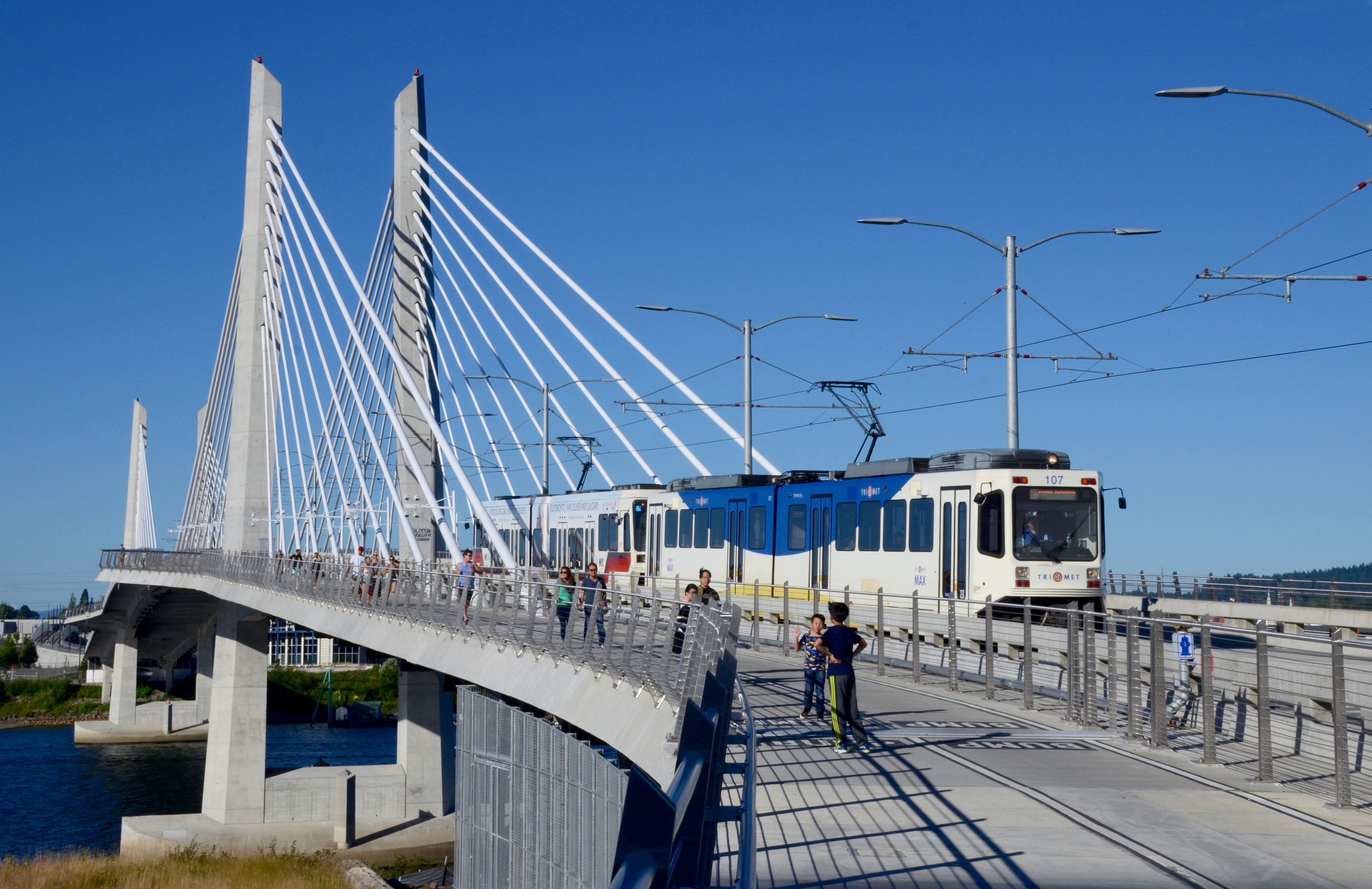
Jeden z 26 wysokopodłogowych pojazdów (i niskopodłogowy pojazd Siemens SD660) na 2015-otwarte most Tilikum Crossing

Do obsługi linii MAX pierwotnie posiadano 26 wysokopodłogowych i dwuczłonowych pojazdów z 1986 produkcji Bombardier Transportation. Wraz z rozbudową sieci rosło zapotrzebowanie na tabor i w 1997 zamówiono 52 tramwaje w firmie Siemens AG. Wyprodukowane tramwaje typu SD660 mają znaczenie obniżoną podłogę. W 2003 dostarczono nieco zmienione 27 tramwajów SD660. Najnowszym taborem są tramwaje Siemens Avanto zamówione w 2009. Zamówiono 22 tramwaje typu S70. Tramwaje te są częściowo niskopodłogowe.